# Головин, Алексей Николаевич
Алексе́й Никола́евич Голови́н (род. 29 марта 1981, Воронеж) — российский футболист, нападающий.

## Карьера
В 2002 году попал в основную команду воронежского клуба «Факел-Воронеж», который тогда выступал в Первом дивизионе России, за который провёл 4 игры. Далее играл за воронежское «Динамо», с которым в 2005 году добился права выступать во втором дивизионе, проведя там сезон, перешёл в брянское «Динамо», в котором дважды выходил на замену во вторых таймах в полуфинальных матчах Кубка России 2006/07 с «Москвой». В 2010 году являлся игроком лискинского «Локомотива». На любительском уровне выступал за клубы «Хопёр» (Новохопёрск, 2011/12), «ДСК-Строитель» (Воронеж, 2012—2017).